# Ealing Broadway
Ealing Broadway – stacja w Londynie, w dzielnicy Ealing obsługująca metro londyńskie oraz pociągi przewoźników kolejowych. Stacja znajduje się w trzeciej strefie biletowej. Na stacji zatrzymują się pociągi First Great Western (który pełni też rolę przewoźnika zarządzającego stacją) i Heathrow Connect, które jadą następnie do Paddington. Jest to też końcowa stacja metra linii District oraz Central (a dokładniej odgałęzień obu tych linii, czerpiących swą nazwę od tej właśnie stacji).
Stacja przyjęła pierwsze pociągi 6 kwietnia 1838, została oficjalnie otwarta 1 grudnia tego roku pod nazwą "Ealing". Obecnie stacja składa się z 4 peronów kolejowych, dwóch linii metra Central oraz trzech linii District (zwykle w użyciu są tylko dwa).